# أموال اليتامى (فلم)
أموال اليتامى فيلم مصري من إنتاج عام 1952، بطولة فاتن حمامة وأمينة رزق ومحمود المليجي وشكري سرحان، إخراج جمال مدكور.

## قصة الفيلم
أسرة يتوفى عائلها تاركًا زوجته وابنته الطالبة بالجامعة تحت كنف ابنه من زوجته الأولى فيعاملهم بقسوة، ويبدد أموالهم - خاصة أموال أخته وذلك بصفته وصيًّا عليها - على ملذاته. تساق للأم وابنتها أسرة طيبة تأخذ بيدها وتحد من أطماع الابن. وأخيرًا يتم لها النجاح وينال الابن جزاءه

## طاقم التمثيل
- فاتن حمامة
- أمينة رزق
- محمود المليجي
- شكري سرحان
- عبد العزيز أحمد
- زوزو شكيب
- وداد حمدي
- عبد النبي محمد
- رياض القصبجي
- عباس الدالي
- إبراهيم جكلة
- عبد المنعم بسيوني
- توفيق الدقن
- سميرة أحمد
- خيرية أحمد
- كيتي (راقصة)

## فريق العمل
- إخراج: جمال مدكور
- قصة: قاسم وجدي
- سيناريو: جمال مدكور
- حوار : صالح جودت
- إنتاج: أفلام قاسم وجدي
- توزيع: شركة مصر للتمثيل والسينما
- مونتاج: حسن محمد حلمي
- موسيقى تصويرية: إبراهيم حجاج
- مدير التصوير: مصطفى حسن
- أخذت المناظر في ستوديو مصر
- تم الطبع والتحميض في ستوديو مصر

## أغاني الفيلم
- شبكت قلبي

غناء: شادية

تأليف: محمد علي أحمد، ألحان: محمود الشريف
- آهين وآة

غناء: شفيق جلال

تأليف: جليل البنداري، ألحان: محمد الكحلاوي
- الحسين بن علي

غناء: إسماعيل شبانة

تأليف: صالح جودت، ألحان: أحمد صبرة
- عجايب

غناء: فاطمة علي

تأليف: صالح جودت، ألحان: عبد الروؤف عيسى
- الكارتة

غناء: عبد النبي محمد

تأليف: فتحي قورة
- يوم نادي

غناء: عمر الجيزاوي
- دويتو القهوة

غناء: وداد حمدي، عبد النبي محمد

## وصلات خارجية
- أموال اليتامى على موقع IMDb (الإنجليزية)
- أموال اليتامى على موقع الدهليز
- أموال اليتامى على موقع قاعدة بيانات الأفلام العربية
- صفحة الفيلم في قاعدة بيانات الأفلام العربية